# Mateřská školka Nopova
Mateřská školka Nopova je budova, které se nachází v městské části Brno-Židenice na adrese Nopova 15. Jedná se o jednopodlažní objekt, který vznikl v roce 1976 v brněnském Investoprojektu, je dílem architekta Ivana Rullera.
V půdorysu tvoří obdélník, který má uprostřed přilepeny dva menší obdélníčky schodišť. Fasáda již nemá původní charakter. V roce 2010 došlo při výměně oken ke zmenšení centrálního schodišťového prosklení a při zateplení v roce 2016 objekt nabyl na objemu, původní světlý brizolit byl překryt a nová fasáda natřena v tónech oranžové. Čelní fasáda je rozčleněná obdélnými okny a prostřední část je v úrovni prvního patra předsunuta před její úroveň tak, že vytváří zastřešený vstup v přízemí, ke kterému se přistupuje po několika schodech jdoucích vzhůru.
V každém křídle jsou dvě třídy o celkové kapacitě 90 dětí.
Mateřská školka Nopova byla vytvořena jako typová budova, která se později realizovala i v jiných lokalitách (například nedaleká MŠ Šaumannova).